# 大原惟宗
大原 惟宗（おおはら これむね）は、戦国時代の武将。松平氏の家臣。

## 略歴
三河国額田郡の武士で、岡崎城主・松平清康・広忠・家康の三代に仕えた。子孫は近江源氏佐々木氏の支流である大原氏の一族を称するが、伴姓設楽氏と同族とする説もある。天文6年（1537年）森山崩れ以降、三河を追われていた松平広忠が今川氏の後援を得ると、林忠満・八国詮実・大久保忠俊・成瀬正頼と謀って広忠を岡崎城に迎え入れることに貢献している。弘治2年（1556年）織田氏の攻撃を受けた福谷城への援軍に加わった。
永禄6年（1563年）三河一向一揆が蜂起すると一揆方に加担したが、戦後には赦免された。永禄7年（1564年）吉田城近隣の下地で今川軍と戦い、戦死した。43の戦場を経て、17度自ら槍を交えたという。無嗣だったが、生前の功によって当時3歳だった娘が所領の継承を許されたという。惟宗の妻は榊原一徳斎に再嫁し、後に娘はその養女として天野繁昌に嫁ぎ、その長男の直勝は後年になって大原氏を称して惟宗の家名を再興した。また元禄年間には再度天野氏から長行が出て、再び大原氏が再興されている。なお『寛永諸家系図伝』は、元亀3年（1572年）の一言坂の戦いに従軍した人に大原作之右衛門があったと記している。